# Fuxianhuia
Fuxianhuia е примитивен род изчезнали членестоноги, който живее по време на геоложкия период Камбрий преди около 520 милиона години. Вкаменелости, принадлежащи на рода, са намирани в Китайската провинция Юннан. Открити са вкаменени останки на вида Fuxianhuia protensa, които притежават изключително добре запазени сърдечносъдови системи. 
Родът често бива класифициран като базален (т.е. примитивен) представител на подтип Хелицерови. Представителите на рода се грижат за потомците си, но за разлика от някои съвременни членестоноги, които също се грижат за потомството си, Fuxianhuia няма подобни морфологични белези, които биха помогнали с това отглеждане.

## Етимология
Названието на рода Fuxianhuia произлиза от езерото, до което първата вкаманелост e била намерена – езерото Фуксиан. Името на вида protensa идва от латински език и означава „удължен“, имайки предвид удължената форма на тялото на животното.

## Анатомия
Представителите на рода Fuxianhuia достигат от 1 до 8 см на дължина. Те притежават куковидни израстъци, които помагат на животното да вкарва плячка в устата си. Главата е дорзовентрално сплесната и притежава антени, като има и чифт крайници, с които организмът се придвижва. Fuxianhuia също притежава един голям на размер чифт очи, разположени на стъбла, като е възможно представителите на рода да притежават и още един чифт по-малки очи. Тялото е сегментирано, като някои сегменти притежават по повече от един чифт крака.
Храносмилателната система на Fuxianhuia е просто устроена – представлява кухина, която се простира от устата на животното до последния сегмент. Във вкаменените останки на храносмилателната система на животното е намиран седимент по подобие на околните скали, което показва, че кал е била погълната от животното, докато е било живо.
Намерените останки на представители на рода Fuxianhuia protensa показват, че техните мозъци са съставени от три главни части, съставени от слети протоцеребрални, деутоцеребрални и тритоцеребрални невромери (трите главни части на мозъка при безгръбначните животни). Главата е богато кръвоснабдена.
Fuxianhuia притежава тръбовидно сърце в центъра на тялото си, което изтласква кръв към цялото тяло с помощта на многото на брой кръвоносни съдове. Самата кръвоносна система прилича много на кръвоносните системи на съвременните членестоноги. Присъствието на такава кръвоносна система при Fuxianhuia е значимо, тъй като това е първата такава позната от което и да е било изкопаемо членестоного.

## Следзародишно развитие
Следзародишното развитие на представителите на вида Fuxianhuia protensa е добре описано, тъй като са открити вкаменелости на тези животни по време на различни стадии от тяхното развитие. 
| Стадий на следзародишното развитие | Брой гръдни тергити | Брой коремни тергите |
| ---------------------------------- | ------------------- | -------------------- |
| 1-7                                | Неизв.              | Неизв.               |
| 8                                  | 4                   | 4                    |
| 9                                  | 4                   | 5                    |
| 10-23                              | Неизв.              | Неизв.               |
| 24a                                | 11                  | 13                   |
| 24b                                | 12                  | 12                   |
| 25a                                | 12                  | 13                   |
| 25b                                | 13                  | 12                   |
| 26a                                | 13                  | 13                   |
| 26b                                | 14                  | 12                   |
| 27a                                | 14                  | 13                   |
| 27b                                | 15                  | 12                   |
| 28a                                | 15                  | 13                   |
| 28b                                | 16                  | 12                   |
| 29a (неизв.)                       | 16?                 | 13?                  |
| 29b                                | 17                  | 12                   |
| 30a                                | 17                  | 13                   |
| 30b                                | 18                  | 12                   |

При осмият стадий, гръдните тергити са 1.5 пъти по-широки от тези, разположени върху коремчето.